# Гортйоль (притока Асиввожа)
Гортйо́ль або Горт'є́ль (рос. Гортъёль, Гортъель) — річка в Республіці Комі, Росія, права притока річки Асиввож, правої притоки річки Мартюр, лівої притоки річки Ілич, правої притоки річки Печора. Протікає територією Троїцько-Печорського району.
Річка протікає на захід, південний захід та південь.